# 637
637 (DCXXXVII) var ett normalår som började en onsdag i den julianska kalendern.

## Händelser

### Okänt datum
- Slaget vid Mag Rath: Dál Riatas inflytande i Ulster minskas starkt.
- Slaget vid al-Qādisiyyah: Rashidunkalifatet besegrar Sassanidarmén, och intar den persiska huvudstaden Ktesifon.
- Muslimska styrkor under Rashidunkalifatet erövrar Jerusalem.
- Muslimska styrkor under Rashidunkalifatet erövrar Aleppo.
- Muslimska styrkor under Rashidunkalifatet erövrar Antiochia och tar kontroll över nordöstra Anatolien.
- Chang'an, huvudstad i Kina, blir världens största stad, och övertar ledningen från Ktesifon, huvudstad i Sassanidriket.[1]
- Songtsen Gampo bygger det första palatset vid Potala.

## Födda
- Klodvig II, frankisk kung av Neustrien och Burgund 639–657 (född detta år, 634 eller 635)

## Avlidna
- Wen Yanbo, kinesisk kejsare av Tangdynastin (född 575)
- Maria al-Qibtiyya, Muhammeds slavkonkubin.

### Fotnoter
1. ↑  ”Geography”. Arkiverad från originalet den 18 augusti 2016. https://web.archive.org/web/20160818124242/http://geography.about.com/library/weekly/aa011201a.htm. Läst 16 augusti 2008.